# Kim tự tháp Merenre
Kim tự tháp Merenre là một lăng mộ được xây dựng trong khu nghĩa trang Saqqara. Đây là nơi an nghỉ cuối cùng của pharaon Merenre Nemtyemsaf I, vua thứ tư của Vương triều thứ 6 tại Ai Cập. Tên cổ của kim tự tháp này có nghĩa là "Vẻ đẹp sáng ngời của Merenre" hay "Sự xuất hiện hoàn hảo của Merenre". Chiều cao hiện tại của kim tự tháp là 52,5 mét, cạnh dài 78,6 mét và nghiêng 53°.
Trái ngược hoàn toàn với cái tên mỹ miều đó, kim tự tháp của Merenre không còn lại gì ngoài một đống hoang tàn như ngày nay. Chính vì thế mà nơi này không bao giờ mở cửa cho những du khách tham quan.

## Lịch sử khảo cổ
Kim tự tháp Merenre được khám phá lần đầu tiên bởi John Shae Perring vào thập niên 1830. Perring đã ghi nhận có nhiều khối đá vôi trắng trong đống đổ nát, nhưng ngày nay đã không còn nhìn thấy nữa. Sau đó vào những năm 1880, Gaston Maspero đã nghiên cứu những phòng bên dưới lòng đất để tìm kiếm các văn bản khắc trên kim tự tháp. Tình cờ, ông phát hiện được một xác ướp, mà sau này được xác định là của vua Merenre Nemtyemsaf I. Khoảng cuối thế kỷ 20, một nhóm các nhà khảo cổ người Pháp do Jean Leclant dẫn đầu đã tiếp tục khai quật nơi này.
Phần lớn những gì ta biết được về kim tự tháp bắt nguồn từ tiểu sử của một đại quan tên Uni (hoặc Wini), người đã cung cấp thông tin quan trọng về nguồn gốc những vật liệu được sử dụng để xây dựng kim tự tháp. Theo đó, đá granite hồng được lấy từ Aswan, thạch cao từ Hatnub, đá xám greywacke từ Ibhat, được sử dụng để làm đỉnh kim tự tháp và quan tài.

## Phức hợp
Khu phức hợp giờ đây đã điêu tàn đến mức không thể biết được vị trí của các đền thờ bên trong. Perring cho biết, những gì còn sót lại là những đoạn tường bằng gạch bùn bao quanh phức hợp, một con đường đắp cao 250 mét ở phía đông nam đi vòng qua phức hợp của vua Djedkare dẫn tới đền thung lũng, mặc dù người ta vẫn chưa tìm được ngôi đền này.
Trong một lần nghiên cứu, đoàn khảo cổ người Pháp đã phát hiện được những tàn tích còn sót lại của đền thờ tang lễ. Họ tìm được những khối đá vôi của ngôi đền, nhiều mảnh vỡ của các phù điêu và phần còn lại của bàn tế lễ. Ngôi đền có lẽ vẫn chưa được xây xong ngay cả khi nhà vua được hạ huyệt, bởi vì nhiều mảnh phù điêu chỉ mới được phác họa chưa được chạm khắc thật sự.

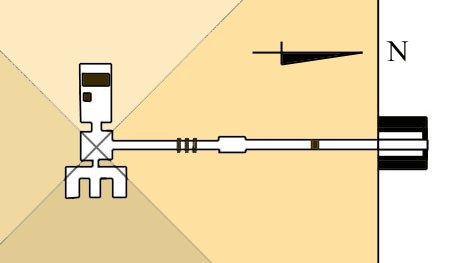
Cấu trúc bên trong kim tự tháp

Lối vào kim tự tháp nằm ở phía bắc nối với một hành lang dẫn tới một tiền sảnh ở gần cửa vào. Đường đi sau đó bị chặn bởi 3 khối đá granite hồng, vượt qua rào cản này là tới phòng ngoài. Những tên trộm xưa kia đã đào một đường hầm bên dưới những khối đá này, và 2 anh em Heinrich Brugsch và Émile Brugsch theo yêu cầu của Maspero đã men theo lối này để vào sâu bên trong.
Bên phải phòng ngoài là cửa vào phòng chôn cất, trong khi bên trái là một phòng nhỏ gọi là Serdab - nơi đặt tượng linh hồn của nhà vua. Cỗ quan tài bằng đá greywacke được đặt sát vách tường phía tây của phòng chôn cất, được chạm trổ những phù điêu hết sức tinh xảo theo phong cách hoàng gia. Bức tường phía tây cũng được trang hoàng với những bức vẽ đầy màu sắc. Văn tự khắc trên kim tự tháp của Merenre cũng không khác gì mấy so với phức hợp của Pepi I, cha ông. Trần phòng thì được trang trí với những ngôi sao trắng trên nền trời đêm tối. Ngoài cỗ quan tài đá kể trên, chỉ có 2 vỏ sò thạch cao và tay cầm bằng gỗ của một cái rương.

## Xác ướp

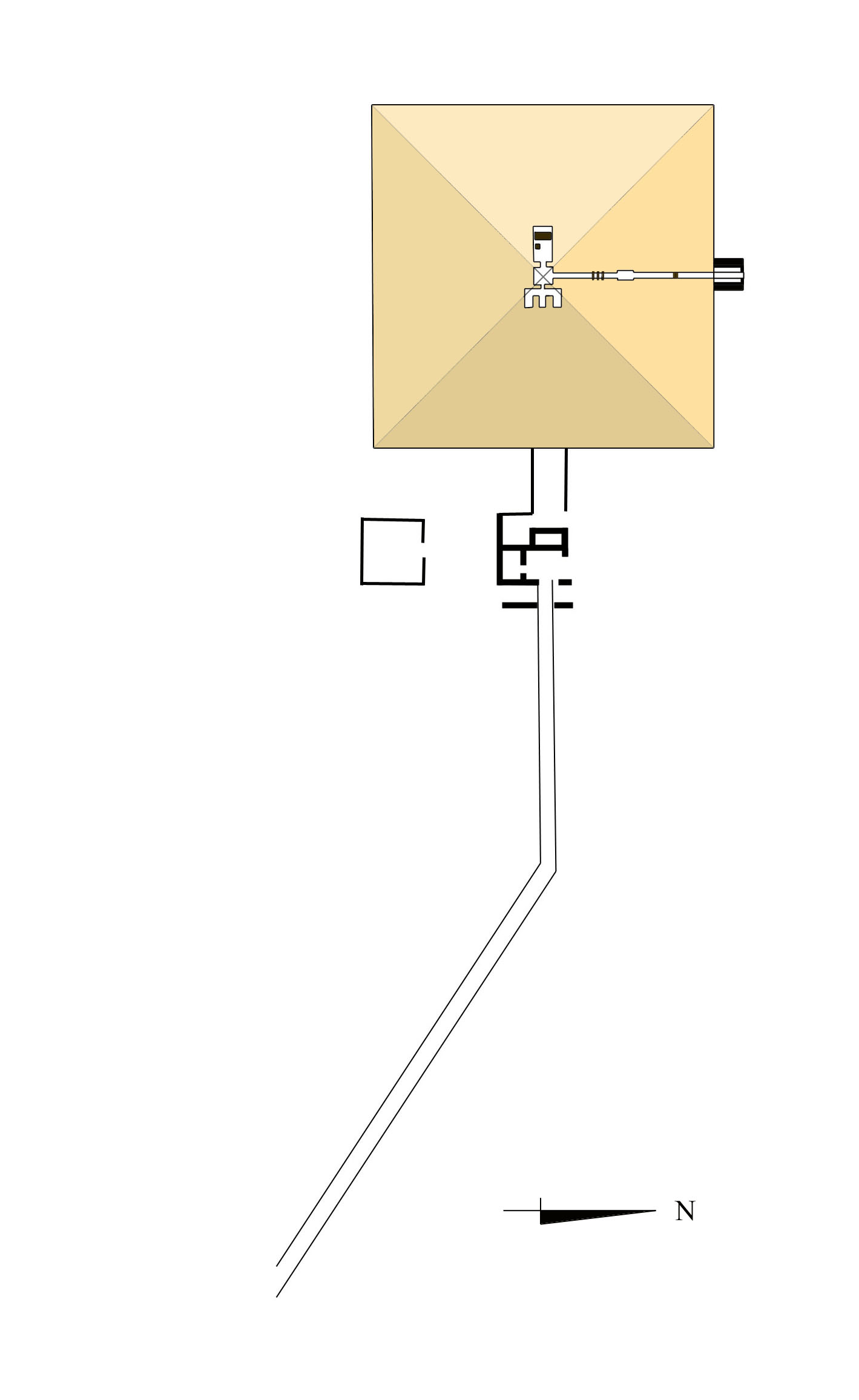
Sơ đồ phức hợp kim tự tháp của Merenre Nemtyemsaf I

Điều đáng nói ở đây là Maspero đã tìm thấy một xác ướp của một đứa bé trai, dựa vào kiểu tóc được quấn tròn sau đầu của những đứa trẻ Ai Cập cổ đại. Khi đó, giới nghiên cứu đều nghĩ rằng, đây là xác ướp thuộc Vương triều thứ 18, do cách quấn băng khá giống với thời kỳ này. Nhưng ngày nay, mọi người đều tin rằng, đó thực sự là xác ướp của vua Merenre Nemtyemsaf I.
Cho dù bất kể là ai đi chăng nữa, đây là xác ướp hoàng gia cổ xưa nhất được biết đến.